# قاي إل. شو
قاي إل. شو (بالإنجليزية: Guy L. Shaw)‏ هو سياسي أمريكي، ولد في 16 مايو 1881 في Summer Hill, Illinois ‏ في الولايات المتحدة، وتوفي في 19 مايو 1950 في نورمال في الولايات المتحدة. نشط حزبياً في الحزب الجمهوري. وقد انتخب عضو مجلس النواب الأمريكي.